# Liên hoan phim quốc tế Karlovy Vary

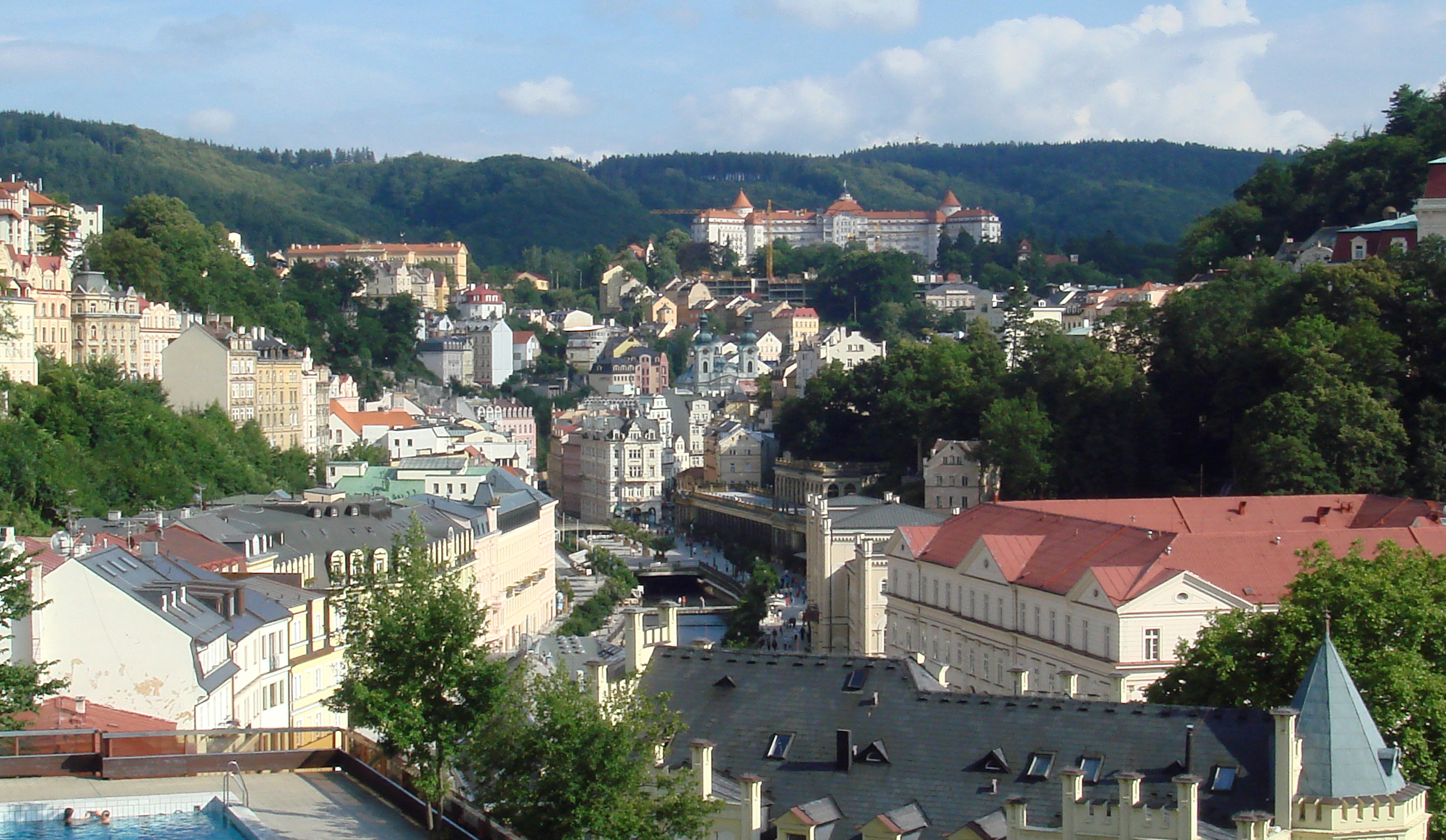
Karlovy Vary

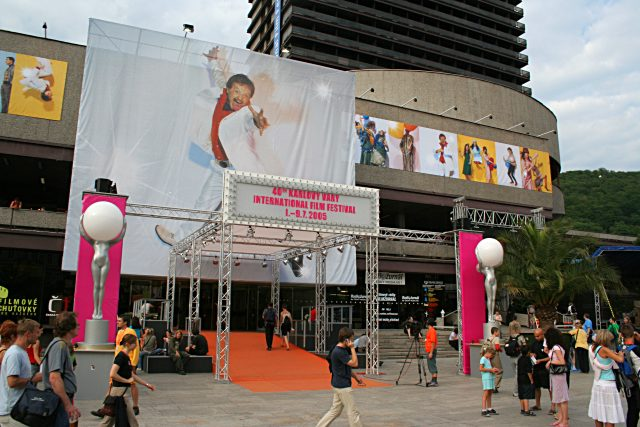
Trước khách sạn Themal trong LHP KV lần thứ 40 (2005).

Liên hoan phim quốc tế Karlovy Vary (tiếng Séc: Mezinárodní filmový festival Karlovy Vary, tiếng Anh: Karlovy Vary International Film Festival (viết tắt là KVIFF)) là đại hội điện ảnh được tổ chức hàng năm trong tháng 7 tại Karlovy Vary (Carlsbad), Tiệp Khắc (nay là Cộng hòa Séc). Vì sự thành công trong những năm gần đây, liên hoan phim Karlovy Vary trở thành một trong những sự kiện điện ảnh quan trọng nhất tại Trung và Tây Âu.

## Lịch sử
Liên hoan phim Karlovy Vary là đại hội điện ảnh lâu đời hạng 3 thế giới (sau Liên hoan phim Venezia và Liên hoan phim quốc tế Moskva), và cũng là liên hoan phim hạng A nhỏ nhất thế giới. Được tổ chức lần đầu tiên năm 1946, nhưng chỉ phát giải lần đầu tiên năm 1948. Từ năm 1958 đến 1994, Liên hoan được tổ chức 2 năm 1 lần. Từ năm 1990, Liên hoan được sự chỉ đạo của diễn viên Séc Jiří Bartoška. Giải thưởng chính là "quả cầu thủy tinh" (Kristalovy Globus).